# William Barstow Strong
William Barstow Strong (* 16. Mai 1837 in Brownington (Vermont); † 3. August 1914 in Los Angeles, Kalifornien) war ein amerikanischer Eisenbahnunternehmer. Er war von 1881 bis 1889 Präsident der Atchison, Topeka and Santa Fe Railway. Er wird oft auch William B. Strong oder W. B. Strong genannt.

## Leben und Aufstieg
Er wurde in Brownington (Vermont) am 16. Mai 1837 geboren.
Strong schloss seine Ausbildung am College in Chicago, Illinois 1855 ab und begann eine Eisenbahnlehre. Er begann als Bahnhofsaufsicht bei der Milwaukee and St. Paul Railroad, Diese Stelle hatte ihm sein älterer Bruder James besorgt.
Er arbeitete sich nacheinander bei der Chicago, Milwaukee and St. Paul Railway, McGregor Western Railway, Chicago and North Western Railway, Chicago, Burlington and Quincy Railroad (CB&Q) in den 1870er Jahren hoch zum Betriebsinspektor bei der Michigan Central Railroad. In dieser Position wurde Strong 1876 von Henry Brockholst Ledyard abgelöst. Nach einer Zwischenaufgabe bei der Michigan Central ging er wieder zur CB&Q, wechselte in eine Managementposition bei der Santa Fe als Generalmanager und wurde nach einem Monat Vizepräsident.
Am 12. Juli 1881 folgte er T. Jefferson Coolidge ins Präsidentenamt der Atchison, Topeka and Santa Fe Railway (ATSF). Unter ihm wuchs das Betriebsnetz der ATSF auf etwa 7000 Meilen (11.265 km) an, womit die ATSF damals zur größten Eisenbahn der USA wurde. Er blieb deren Präsident bis zu seiner Pensionierung 1889.
Die Stadt Barstow, in der die ATSF ihr Ausbesserungswerk und große Wartungsanlagen betrieb (heute BNSF Railway), und Strong City (Kansas) erhielten ihre Namen zu seinen Ehren.

## Andere Namensträger vonWilliam Barstow Strong
William Barstow Strong war der Name eines Streckenbeobactungswagens der ATSF im späten 20. Jahrhundert.
William B. Strong war einer der Namen an Bord der NASA-Raumsonde Stardust, die 2004 den Kometen Wild 2 besuchte.